# ۸۷۲ (قمری)
۸۷۲ (قمری)، هشتصد و هفتاد و دومین سال در گاهشماری هجری قمری است. اول محرم این سال برابر با یازدهم اوت سال ۱۴۶۷ میلادی است.